# Lancelot du Lac
Lancelot du Lac är en fransk-italiensk film från 1974 i regi av Robert Bresson. Filmen handlar om Kung Arturs mytologiska hov vid slottet Camelot, och följer riddaren Lancelot och hans älskade Guenever när slottet går under. Den bygger på medeltida riddarromaner som Lancelot-Graal-cykeln, i synnerhet verk av Chrétien de Troyes.